# Tyler Prize for Environmental Achievement
El premio Tyler al Logro Ambiental o Tyler Prize for Environmental Achievement es un premio de las ciencias ambientales, energía y medicina. Los laureados de Tyler reciben un premio anual de 200.000 dólares americanos y una medalla dorada. El premio está administrado por la Universidad del Sur de California y fue establecido por el finado John y Alice Tyler en el año 1973.

## Laureados
- 2025: Sandra Díaz y Eduardo Brondízio
- 2012: John H. Seinfeld, Kirk R. Smith
- 2011: May R. Berenbaum
- 2010: Laurie Marker, Stuart Pimm
- 2009: Richard B. Alley, Veerabhadran Ramanathan
- 2008: James Galloway, Harold A. Mooney
- 2007: Gatze Lettinga
- 2006: David W. Schindler, Igor A. Shiklomanov
- 2005: Charles D. Keeling, Lonnie G. Thompson
- 2004: Barefoot College, Red Latinoamericana de Botánica
- 2003: Hans Herren, Yoel Margalith, Sir Richard Doll
- 2002: Wallace S. Broecker, Tungsheng Liu
- 2001: Jared M. Diamond, Thomas E. Lovejoy
- 2000: John P. Holdren
- 1999: Tun Tschu Chang, Joel E. Cohen
- 1998: Anne H. Ehrlich, Paul R. Ehrlich
- 1997: Jane Goodall, Biruté Galdikas, George Schaller
- 1996: Willi Dansgaard, Hans Oeschger, Claude Lorius
- 1995: Clair C. Patterson
- 1994: Arturo Gómez-Pompa, Peter H. Raven
- 1993: F. Herbert Bormann, Gene E. Likens
- 1992: Perry L. McCarty, Robert M. White
- 1991: C. Everett Koop, M. S. Swaminathan
- 1990: Thomas Eisner, Jerrold Meinwald
- 1989: Paul J. Crutzen, Edward D. Goldberg
- 1988: Bert Bolin
- 1987: Richard E. Schultes, Gilbert F. White
- 1986: Werner Stumm, Richard Vollenweider
- 1985: Bruce N. Ames, Organization for Tropical Studies
- 1984: Roger R. Revelle, Edward O. Wilson
- 1983: Harold S. Johnston, Mario J. Molina, F. Sherwood Rowland
- 1982: Carroll L.Wilson, Southern California Edison Company
- 1978: Russell E. Train
- 1977: Eugene P. Odum
- 1976: Abel Wolman, Charles S. Elton, Rene Dubos
- 1975: Ruth Patrick
- 1974: Arie Jan Haagen-Smit, G. Evelyn Hutchinson, Maurice Strong